# Maurice Le Boucher
Maurice Le Boucher (* 25. Mai 1882 in Isigny-sur-Mer; † 9. September 1964 in Paris) war ein französischer Komponist, Organist und Musikpädagoge.
Le Boucher studierte am Conservatoire de Paris bei Gabriel Fauré. 1907 gewann er den Prix de Rome. Er wurde Lehrer an der École Niedermeyer und Organist an der Pfarrkirche Saint-Germain-l’Auxerrois. 1917 veröffentlichte er eine Orgelsinfonie in E-Dur.
Von 1920 bis 1944 leitete Le Boucher das Konservatorium von Montpellier. Sein bekanntester Schüler war der Komponist André David.
| Personendaten    | Personendaten                                       |
| ---------------- | --------------------------------------------------- |
| NAME             | Le Boucher, Maurice                                 |
| KURZBESCHREIBUNG | französischer Komponist, Organist und Musikpädagoge |
| GEBURTSDATUM     | 25. Mai 1882                                        |
| GEBURTSORT       | Isigny-sur-Mer                                      |
| STERBEDATUM      | 9. September 1964                                   |
| STERBEORT        | Paris                                               |